# Bilderbergconferentie 2018
De Bilderbergconferentie van 2018 werd gehouden van 7 tot en met 10 juni 2018 in de Italiaanse stad Turijn. Het was de 66ste conferentie.
De bijeenkomst vond plaats in het Lingottogebouw, de voormalige FIAT-fabriek in het stadsdeel Lingotto. Hieronder zijn de agenda en de namen van de deelnemers vermeld. Achter de naam van de opgenomen deelnemers staat de hoofdfunctie die ze op het moment van uitnodiging uitoefenden.

## Agenda
1. Populisme in Europa
2. De ongelijkheidsuitdaging
3. De toekomst van arbeid
4. Kunstmatige intelligentie
5. De VS vóór de mid-term verkiezingen
6. Vrijhandel
7. Amerika's wereldleiderschap
8. Rusland
9. Kwantumcomputers
10. Saoedi-Arabië en Iran
11. De "post-truth" wereld
12. Lopende zaken

## Deelnemers
| Naam                        | Land                | Functie                                                                                       |
| --------------------------- | ------------------- | --------------------------------------------------------------------------------------------- |
| Paul M. Achleitner          | Duitsland           | Voorzitter Supervisory Board, Deutsche Bank AG; Penningmeester Foundation Bilderberg Meetings |
| Marcus Agius                | Verenigd Koninkrijk | Voorzitter, PA Consulting Group                                                               |
| Alberto Alesina             | Italië              | Nathaniel Ropes Professor of Economics, Harvard University                                    |
| Roger C. Altman             | Verenigde Staten    | Oprichter en Senior Voorzitter, Evercore                                                      |
| Paula Amorim                | Portugal            | Voorzitter, Américo Amorim Group                                                              |
| Dominique Anglade           | Canada              | Vicepremier van Quebec; Minister van Economie, Wetenschap en Innovatie                        |
| Anne Applebaum              | Polen               | Columnist Washington Post; Professor of Practice, London School of Economics                  |
| Audrey Azoulay              | Frankrijk           | Directeur-Generaal, UNESCO                                                                    |
| James H. Baker              | Verenigde Staten    | Directeur, Office of Net Assessment, Office of the Secretary of Defense                       |
| Patricia Barbizet           | Frankrijk           | President, Temaris & Associés                                                                 |
| José M. Durão Barroso       | Portugal            | Voorzitter, Goldman Sachs International; Voormalig President, Europese Commissie              |
| Christine Beerli            | Zwitserland         | Voormalig Vice-President, internationale Rode Kruis                                           |
| Cathy Berx                  | België              | Gouverneur van de Provincie Antwerpen                                                         |
| Ben van Beurden             | Nederland           | CEO, Royal Dutch Shell plc                                                                    |
| Jean-Michel Blanquer        | Frankrijk           | Minister van nationaal onderwijs, jeugd en gemeenschapsleven                                  |
| Ana P. Botín                | Spanje              | Group Executive Chairman, Banco Santander                                                     |
| Anne Bouverot               | Frankrijk           | Board Member; Voormalig CEO, Morpho                                                           |
| Svein Richard Brandtzæg     | Noorwegen           | President en CEO, Norsk Hydro ASA                                                             |
| Børge Brende                | Noorwegen           | President, World Economic Forum                                                               |
| Eamonn Brennan              | Ierland             | Directeur Generaal, Eurocontrol                                                               |
| Ana Brnabić                 | Servië              | Premier van Servië                                                                            |
| William Joseph Burns        | Verenigde Staten    | President, Carnegie Endowment for International Peace                                         |
| Sylvia M. Burwell           | Verenigde Staten    | President, American University                                                                |
| Lucio Caracciolo            | Italië              | Editor-in-Chief, Limes                                                                        |
| Mark J. Carney              | Verenigd Koninkrijk | Governor, Bank of England                                                                     |
| Henri de Castries           | Frankrijk           | Voorzitter, Institut Montaigne; Voorzitter, Steering Committee Bilderberg Meetings            |
| Elena Cattaneo              | Italië              | Directeur, Laboratorium voor stamcelbiologie, Universiteit van Milaan                         |
| Bernard Cazeneuve           | Frankrijk           | Partner, August Debouzy; Voormalig Minister-president                                         |
| Juan Luis Cebrián           | Spanje              | Executive Voorzitter, El País                                                                 |
| François-Philippe Champagne | Canada              | Minister van Internationale Handel                                                            |
| Jared Cohen                 | Verenigde Staten    | Oprichter en CEO, Jigsaw at Alphabet Inc.                                                     |
| Vittorio Colao              | Italië              | CEO, Vodafone Group                                                                           |
| Charles Cook                | Verenigde Staten    | Politiek Analist, The Cook Political Report                                                   |
| Canan Dagdeviren            | Turkije             | Assistant Professor, MIT Media Lab                                                            |
| Paschal Donohoe             | Ierland             | Minister van Financiën, Openbare uitgaven en Hervorming                                       |
| Mathias Döpfner             | Duitsland           | Voorzitter en CEO, Axel Springer SE                                                           |
| Andrea Ecker                | Oostenrijk          | Secretaris-Generaal, Federaal Bureau van de President van Oostenrijk                          |
| John Elkann                 | Italië              | Voorzitter, Fiat Chrysler Automobiles                                                         |
| Bernard Émié                | Frankrijk           | Directeur-Generaal, Ministerie van strijdkrachten                                             |
| Thomas Enders               | Duitsland           | CEO, Airbus SE                                                                                |
| James Fallows               | Verenigde Staten    | schrijver en journalist                                                                       |
| Roger W. Ferguson, Jr.      | Verenigde Staten    | President en CEO, TIAA                                                                        |
| Niall Ferguson              | Verenigde Staten    | Milbank Family Senior Fellow, Hoover Institution, Stanford University                         |
| Stanley Fischer             | Verenigde Staten    | Voormalig Vice-Voorzitter, Federal Reserve; Voormalig Governeur, Bank van Israël              |
| Brian Gilvary               | Verenigd Koninkrijk | Group CFO, BP plc                                                                             |
| Rebecca Goldstein           | Verenigde Staten    | Visiting Professor, New York University                                                       |
| Lilli Gruber                | Italië              | Editor-in-Chief en Anchor "Otto e mezzo", La7 TV                                              |
| Grzegorz Hajdarowicz        | Polen               | Oprichter en President, Gremi International Sarl                                              |
| Victor Halberstadt          | Nederland           | hoogleraar openbare financiën, Universiteit Leiden; Voorzitter Foundation Bilderberg Meetings |
| Demis Hassabis              | Verenigd Koninkrijk | Medeoprichter en CEO, DeepMind                                                                |
| Connie Hedegaard            | Denemarken          | Chair, KR Foundation; Voormalig Eurocommissaris                                               |
| Vidar Helgesen              | Noorwegen           | Ambassador for the Ocean                                                                      |
| Antti Herlin                | Finland             | Voorzitter, KONE Corporation                                                                  |
| John Hickenlooper           | Verenigde Staten    | Governeur van Colorado                                                                        |
| Mellody Hobson              | Verenigde Staten    | President, Ariel Investments LLC                                                              |
| Christine Hodgson           | Verenigd Koninkrijk | Voorzitter, Capgemini UK plc                                                                  |
| Reid Hoffman                | Verenigde Staten    | Medeoprichter, LinkedIn; Partner, Greylock Partners                                           |
| Michael C. Horowitz         | Verenigde Staten    | Professor of Political Science, University of Pennsylvania                                    |
| Tim Hwang                   | Verenigde Staten    | Directeur, Harvard-MIT Ethics and Governance of AI Initiative                                 |
| Wolfgang Ischinger          | Duitsland           | Voorzitter, Münchener Veiligheidsconferentie                                                  |
| Kenneth M. Jacobs           | Verenigde Staten    | Voorzitter en CEO, Lazard                                                                     |
| Sigrid Kaag                 | Nederland           | Minister voor Buitenlandse Handel en Ontwikkelingssamenwerking                                |
| Alex Karp                   | Verenigde Staten    | CEO, Palantir Technologies                                                                    |
| Henry A. Kissinger          | Verenigde Staten    | Voorzitter, Kissinger Associates Inc.                                                         |
| Klaas H.W. Knot             | Nederland           | President, De Nederlandsche Bank                                                              |
| Ömer M. Koç                 | Turkije             | Voorzitter, Koç Holding A.S.                                                                  |
| Renate Köcher               | Duitsland           | Managing Director, Allensbach Institute for Public Opinion Research                           |
| Stephen Kotkin              | Verenigde Staten    | Professor in History and International Affairs, Princeton University                          |
| Danica Kragic               | Zweden              | Professor, School of Computer Science and Communication, KTH                                  |
| Henry R. Kravis             | Verenigde Staten    | Medevoorzitter en Co-CEO, KKR                                                                 |
| Marie-Josée Kravis          | Verenigde Staten    | Senior Fellow, Hudson Institute; President, American Friends of Bilderberg                    |
| André Kudelski              | Zwitserland         | Voorzitter en CEO, Kudelski Group                                                             |
| Elina Lepomäki              | Finland             | Parlementslid, Nationale Coalitiepartij                                                       |
| Ursula von der Leyen        | Duitsland           | Federaal Minister van Defensie                                                                |
| Thomas Leysen               | België              | Voorzitter, KBC Groep                                                                         |
| Divesh Makan                | Verenigde Staten    | CEO, ICONIQ Capital                                                                           |
| Giampiero Massolo           | Italië              | Voorzitter, Fincantieri Spa.; President, ISPI                                                 |
| Mariana Mazzucato           | Italië              | Professor in the Economics of Innovation and Public Value, University College London          |
| Walter Russell Mead         | Verenigde Staten    | Distinguished Fellow, Hudson Institute                                                        |
| Charles Michel              | België              | Premier van België                                                                            |
| John Micklethwait           | Verenigde Staten    | Editor-in-Chief, Bloomberg L.P.                                                               |
| Zanny Minton Beddoes        | Verenigd Koninkrijk | Editor-in-Chief, The Economist                                                                |
| Kyriakos Mitsotakis         | Griekenland         | Partijleider, Nea Dimokratia                                                                  |
| Isabel Mota                 | Portugal            | President, Calouste Gulbenkian Foundation                                                     |
| Dambisa F. Moyo             | Verenigde Staten    | Internationaal econoom en auteur                                                              |
| Craig J. Mundie             | Verenigde Staten    | President, Mundie & Associates                                                                |
| Hartmut Neven               | Verenigde Staten    | Director of Engineering, Google Inc.                                                          |
| Peggy Noonan                | Verenigde Staten    | Auteur en Columnist, The Wall Street Journal                                                  |
| Günther H. Oettinger        | Duitsland           | Eurocommissaris belast met Begroting en Personeelszaken                                       |
| Michael O'Leary             | Ierland             | CEO, Ryanair D.A.C.                                                                           |
| Onora O'Neill               | Verenigd Koninkrijk | Emeritus Honorary Professor in Philosophy, University of Cambridge                            |
| George Osborne              | Verenigd Koninkrijk | Editor, London Evening Standard                                                               |
| Behlül Özkan                | Turkije             | Associate Professor in International Relations, Universiteit van Marmara                      |
| Dimitri Papalexopoulos      | Griekenland         | CEO, Titan Cement Company S.A.                                                                |
| Pietro Parolin              | Vaticaanstad        | Kardinaal-staatssecretaris                                                                    |
| Bruno Patino                | Frankrijk           | Chief Content Officer, ARTE France TV                                                         |
| David H. Petraeus           | Verenigde Staten    | Voorzitter, KKR Global Institute                                                              |
| Patrick Pichette            | Canada              | General Partner, iNovia Capital                                                               |
| Patrick Pouyanné            | Frankrijk           | Voorzitter en CEO, Total S.A.                                                                 |
| Benjamin Pring              | Verenigde Staten    | Medeoprichter en Managing Director, Center for the Future of Work                             |
| Maria Rankka                | Zweden              | CEO, Stockholm Kamer van Koophandel                                                           |
| Jüri Ratas                  | Estland             | Premier van Estland                                                                           |
| Pamela Rendi-Wagner         | Oostenrijk          | Parlementslid (SPÖ); Voormalig Minister van Volksgezondheid                                   |
| Albert Rivera Díaz          | Spanje              | Partijleider, Ciudadanos                                                                      |
| Salvatore Rossi             | Italië              | Senior Vice-gouverneur, Banca d'Italia                                                        |
| Baiba A. Rubesa             | Letland             | CEO, RB Rail AS                                                                               |
| Robert E. Rubin             | Verenigde Staten    | Medevoorzitter Emeritus, Council on Foreign Relations; Voormalig Minister van Financiën       |
| Amber Rudd                  | Verenigd Koninkrijk | Parlementslid; Voormalig Minister van Binnenlandse Zaken                                      |
| Mark Rutte                  | Nederland           | Minister-president van Nederland                                                              |
| Michael Sabia               | Canada              | President en CEO, Caisse de dépôt et placement du Québec                                      |
| Karim Sadjadpour            | Verenigde Staten    | Senior Fellow, Carnegie Endowment for International Peace                                     |
| Soraya Sáenz de Santamaría  | Spanje              | Vicepremier                                                                                   |
| John Sawers                 | Verenigd Koninkrijk | Voorzitter en Partner, Macro Advisory Partners                                                |
| Nadia Schadlow              | Verenigde Staten    | Voormalig Deputy National Security Advisor for Strategy                                       |
| Johann N. Schneider-Ammann  | Zwitserland         | Bondspresident                                                                                |
| Rudolf Scholten             | Oostenrijk          | President, Bruno Kreisky Forum voor Internationale Dialoog                                    |
| Radoslaw Sikorski           | Polen               | Senior Fellow, Harvard University; Voormalig Minister van Buitenlandse Zaken                  |
| Mehmet Simsek               | Turkije             | Vicepremier                                                                                   |
| Hanne Skartveit             | Noorwegen           | Politiek redacteur, Verdens Gang                                                              |
| Jens Stoltenberg            | Noorwegen           | Secretaris-generaal van de NAVO                                                               |
| Lawrence H. Summers         | Verenigde Staten    | Charles W. Eliot University Professor, Harvard University                                     |
| Peter Thiel                 | Verenigde Staten    | President, Thiel Capital                                                                      |
| Jakob Haldor Topsøe         | Denemarken          | Voorzitter, Haldor Topsøe Holding A/S                                                         |
| Matthew Turpin              | Verenigde Staten    | Directeur voor China, Nationale Veiligheidsraad                                               |
| Björn Wahlroos              | Finland             | Voorzitter, Sampo Group, Nordea Bank, UPM-Kymmene Corporation                                 |
| Marcus Wallenberg           | Zweden              | Voorzitter, Skandinaviska Enskilda Banken AB                                                  |
| Ngaire Woods                | Verenigd Koninkrijk | Dean, Blavatnik School of Government, Oxford University                                       |
| Murat Yetkin                | Turkije             | Editor-in-chief, Hürriyet Daily News                                                          |
| Gerhard Zeiler              | Oostenrijk          | President, Turner International                                                               |